# Heterospilus meridionalis
Heterospilus meridionalis är en stekelart som beskrevs av Charles Thomas Brues 1912. Heterospilus meridionalis ingår i släktet Heterospilus och familjen bracksteklar. Inga underarter finns listade i Catalogue of Life.